# 井上靖 (陸軍軍人)
井上 靖（いのうえ やすし、1892年（明治25年）6月1日 - 1950年（昭和25年）2月5日）は、日本の陸軍軍人。第11独立守備隊長・第10野戦補充隊長・興亜院華中連絡部次長・第51歩兵団長等を歴任し、階級は陸軍少将功三級に至る。兵庫県出身。

## 経歴
1914年（大正3年）5月28日に陸軍士官学校（26期）を卒業し、同年12月25日陸軍歩兵少尉に任官される。士官候補生第26期の井上の同期には硫黄島で戦死した栗林忠道大将や、軍需省航空兵器総局長官の遠藤三郎中将、終戦時の陸軍次官若松只一中将がいる。井上は陸軍大学校に進み1922年（大正11年）11月に卒業（第33期）、以後歩兵科将校として累進。1929年（昭和4年）4月12日には中華民国在勤帝国大使館附武官補佐官を命ぜられ北平に駐在する。同年12月に免ぜられる。1932年（昭和7年）1月10日から竜井村特務機関長を務める。
1932年12月7日陸軍大学校教官兼研究部主事に就任し、1937年（昭和12年）8月2日陸軍大佐に進級する。同年10月20日第10軍情報課長として戦地に投入され、1938年（昭和13年）3月1日から歩兵第15連隊長に移り日中戦争に出征。1939年（昭和14年）3月9日太原特務機関長に就任し、1940年（昭和15年）3月9日陸軍少将・第14師団司令部付、同年8月1日から歩兵第28旅団長に補される。同年9月7日から第51歩兵団長に移り、1941年（昭和16年）4月7日から興亜院華中連絡部次長に就任する。僅か2ヶ月で転任となり6月28日から基隆要塞司令官を命ぜられる。1942年（昭和17年）3月6日から第10野戦補充隊長、9月10日から第11独立守備隊長を務め、1943年（昭和18年）4月8日西部軍付を経て同年6月2日予備役編入となる。
1947年（昭和22年）11月28日、公職追放仮指定を受けた。

## 栄典
- 1940年（昭和15年）11月10日 - 紀元二千六百年祝典記念章[6]